# Eleutherodactylus nicefori
Eleutherodactylus nicefori е вид земноводно от семейство Leptodactylidae.